# 卡斯蒂福
卡斯蒂福（法語：Castifao，法語發音：[kastifao]）是法国上科西嘉省的一个市镇，属于科尔泰区。

## 地理
卡斯蒂福（42°30'16"N, 9°6'43"E）面积42.15 平方千米，位于法国上科西嘉省，该省份位于科西嘉北部，后者为地中海西部的一座岛屿，也是法国的一个单一领土集体，位于法国大陆部分的东南面，意大利半島的西面，最临近的地块是撒丁岛。
与卡斯蒂福接壤的市镇（或旧市镇、城区）包括：诺韦拉、莫尔蒂福、奥尔米-卡佩拉、彼得拉尔巴、瓦利卡。

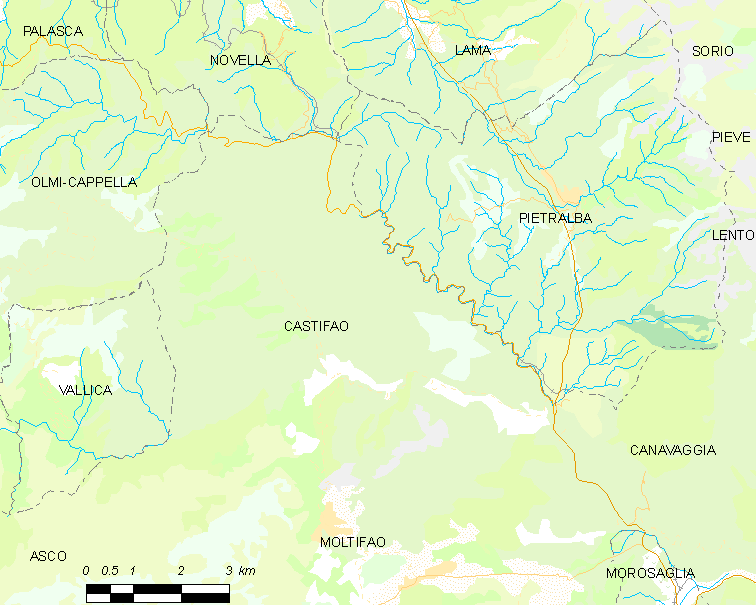
卡斯蒂福的OSM定位图

卡斯蒂福的时区为UTC+01:00、UTC+02:00（夏令时）。

## 行政
卡斯蒂福的邮政编码为20218，INSEE市镇编码为2B080。

## 政治
卡斯蒂福所属的省级选区为戈洛-莫罗萨利亚县。

## 人口

1962-2008年间卡斯蒂福人口变化图示

卡斯蒂福于2022年1月1日时的人口数量为152人。